# Ludwig Hilberseimer
Ludwig Karl Hilberseimer, né le 14 septembre 1885 à Karlsruhe et est mort le 6 mai 1967 à Chicago, est un architecte et urbaniste allemand. Il a enseigné au Bauhaus puis à l'Institut de technologie de l'Illinois (IIT) de Chicago.

## Sa vie
Ludwig Hilberseimer fait ses études d’architecture à Karlsruhe de 1906 à 1911, entre autres auprès de Friedrich Ostendorf. Puis, installé à Berlin, il travaille comme architecte. À partir de 1919, il devient membre de l'Arbeitsrat für Kunst et du Novembergruppe et rédige de nombreux écrits théoriques sur l'architecture, l'art et l'urbanisation. Il se tourne de nouveau vers l’architecture et l’urbanisme en 1922. Il réalise alors quelques maisons d’habitation et un magasin à Berlin ainsi qu’une maison pour l’exposition « Die Wohnung » (l’habitation) en 1927 à Stuttgart (la Weißenhofsiedlung). Simultanément il produit des publications sur l’architecture moderne et l’urbanisme, dont « Großstadtarchitektur » (1927) et « Beton als Gestalter » (1928).
Il enseigne au Bauhaus du printemps 1929 jusqu’en avril 1933 : au début il est directeur de la théorie de la construction et du cours de projection constructive, puis il passe professeur du séminaire de construction de logements et d’urbanisme. En raison des événements, il est forcé de limiter ses activités publicitaires en 1933. Il travaille alors un temps comme architecte à Berlin.
Il émigre en 1938 à Chicago dans l’Illinois où il est professeur d’urbanisme et de plan régional à l’IIT sous la direction de Mies van der Rohe. Il devient directeur du Department of City and Regional Planning dans ce même institut à partir de 1955.

## Son œuvre
Ludwig Hilberseimer publia de bonne heure des œuvres importantes ayant trait à l’architecture moderne. Dans son travail d’urbaniste qui est souvent qualifié de schématique, il fut avant tout un théoricien : il reprit des idées contemporaines se rapportant à la pratique et en fit des principes d’une théorie générale de l’urbanisme très abstraite.
Par exemple, son projet de « Hochhausstadt »(1924) répond à la « ville contemporaine de trois millions d’habitants » (1922) de Le Corbusier, dont Ludwig Hilberseimer entend apporter les améliorations nécessaires, notamment fonctionnelles. Les circulations automobiles et piétonnes sont strictement séparées, et les illustrations qu’il a produites laissent entrevoir, quarante ans avant, les dalles qui vont voir le jour dans les années soixante. Il réfléchit à une nouvelle organisation et propose un zonage en altitude et une nouvelle façon de se déplacer. « La ville du futur doit avoir le caractère d’une réalisation programmée, d’un organisme étudié dans chacune de ses parties […]. Le plan doit être clair et ordonné […], la circulation régulée et diversifiée sur la base du type de trafic, de façon que sur chaque niveau circulent des moyens de transport déterminés et pas d’autres. » 
Dans ce projet, les citadins habiteraient juste au-dessus de leur lieu de travail et n'auraient que l'ascenseur à prendre pour aller travailler.